# العلاقات اليمنية البوتانية
العلاقات اليمنية البوتانية هي العلاقات الثنائية التي تجمع بين اليمن وبوتان.

## مقارنة بين البلدين
هذه مقارنة عامة ومرجعية للدولتين:
| وجه المقارنة                                              | اليمن                   | بوتان          |
| --------------------------------------------------------- | ----------------------- | -------------- |
| المساحة (كم2)                                             | 555.00 ألف              | 38.39 ألف      |
| عدد السكان (نسمة)                                         | 28.25 مليون             | 807.61 ألف     |
| الكثافة السكانية (ن./كم²)                                 | 50.9                    | 21.04          |
| العاصمة                                                   | صنعاء عدن (عاصمة مؤقتة) | تيمفو          |
| اللغة الرسمية                                             | اللغة العربية           | لغة دزونكا     |
| العملة                                                    | ريال يمني               | نغولترم بوتاني |
| الناتج المحلي الإجمالي (بليون دولار)                      | 18.21 مليار             | 2.51 مليار     |
| الناتج المحلي الإجمالي (تعادل القوة الشرائية) بليون دولار | 75.69 مليار             | 6.49 مليار     |
| الناتج المحلي الإجمالي الاسمي للفرد دولار أمريكي          | 1.41 ألف                | 2.66 ألف       |
| الناتج المحلي الإجمالي للفرد دولار أمريكي                 |                         | 7.82 ألف       |
| مؤشر التنمية البشرية                                      | 0.498                   | 0.605          |
| رمز المكالمات الدولي                                      | +967                    | +975           |
| رمز الإنترنت                                              | .ye                     | .bt            |
| المنطقة الزمنية                                           | ت ع م+03:00             | ت ع م+06:00    |

## منظمات دولية مشتركة
يشترك البلدان في عضوية مجموعة من المنظمات الدولية، منها:
| علم المنظمة | اسم المنظمة                        | تاريخ انضمام اليمن | تاريخ انضمام بوتان |
| ----------- | ---------------------------------- | ------------------ | ------------------ |
|             | مؤسسة التنمية الدولية              | 22 مايو 1970       | 28 سبتمبر 1981     |
|             | الأمم المتحدة                      | 30 سبتمبر 1947     | 21 سبتمبر 1971     |
|             | منظمة الشرطة الجنائية الدولية      | ?                  | ?                  |
|             | الاتحاد الدولي للاتصالات           | 1931               | 15 سبتمبر 1988     |
|             | البنك الدولي للإنشاء والتعمير      | 3 أكتوبر 1969      | 28 سبتمبر 1981     |
|             | الاتحاد البريدي العالمي            | ?                  | ?                  |
|             | منظمة حظر الأسلحة الكيميائية       | ?                  | ?                  |
|             | مؤسسة التمويل الدولية              | 22 مايو 1970       | 1 ديسمبر 2003      |
|             | وكالة ضمان الاستثمار متعدد الأطراف | 12 مارس 1996       | 21 أكتوبر 2014     |
|             | يونسكو                             | 2 أبريل 1962       | 13 أبريل 1982      |

## وصلات خارجية
- موقع وزارة الخارجية البوتانية